# 흑발
흑발(黑髮)은 검은 계열의 머리색이다. 세계적으로 가장 어둡고 가장 흔한 유멜라닌의 양이 많으며 다른 모발색에 비해 덜 짙은 편이다.

## 사진

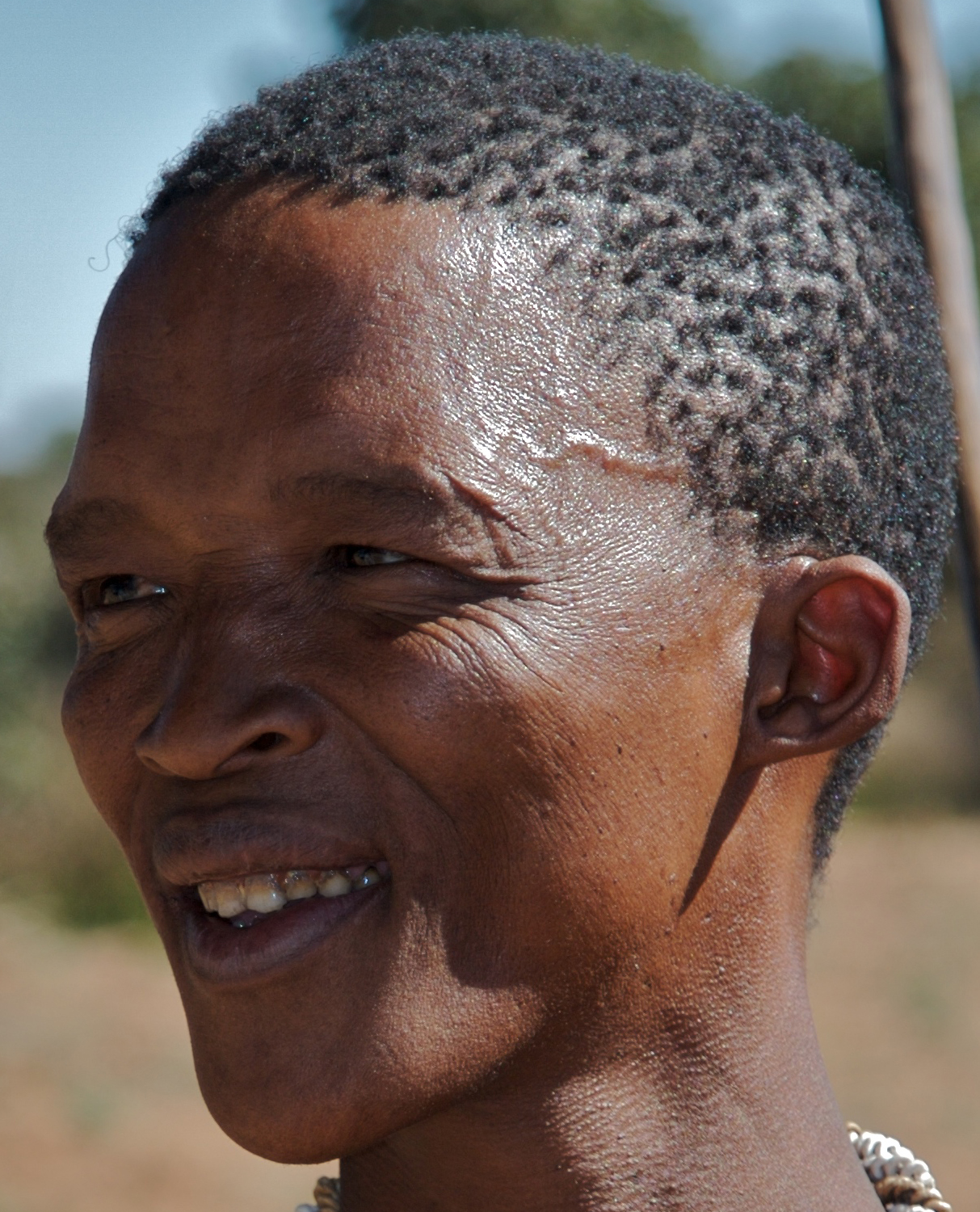
부시먼족
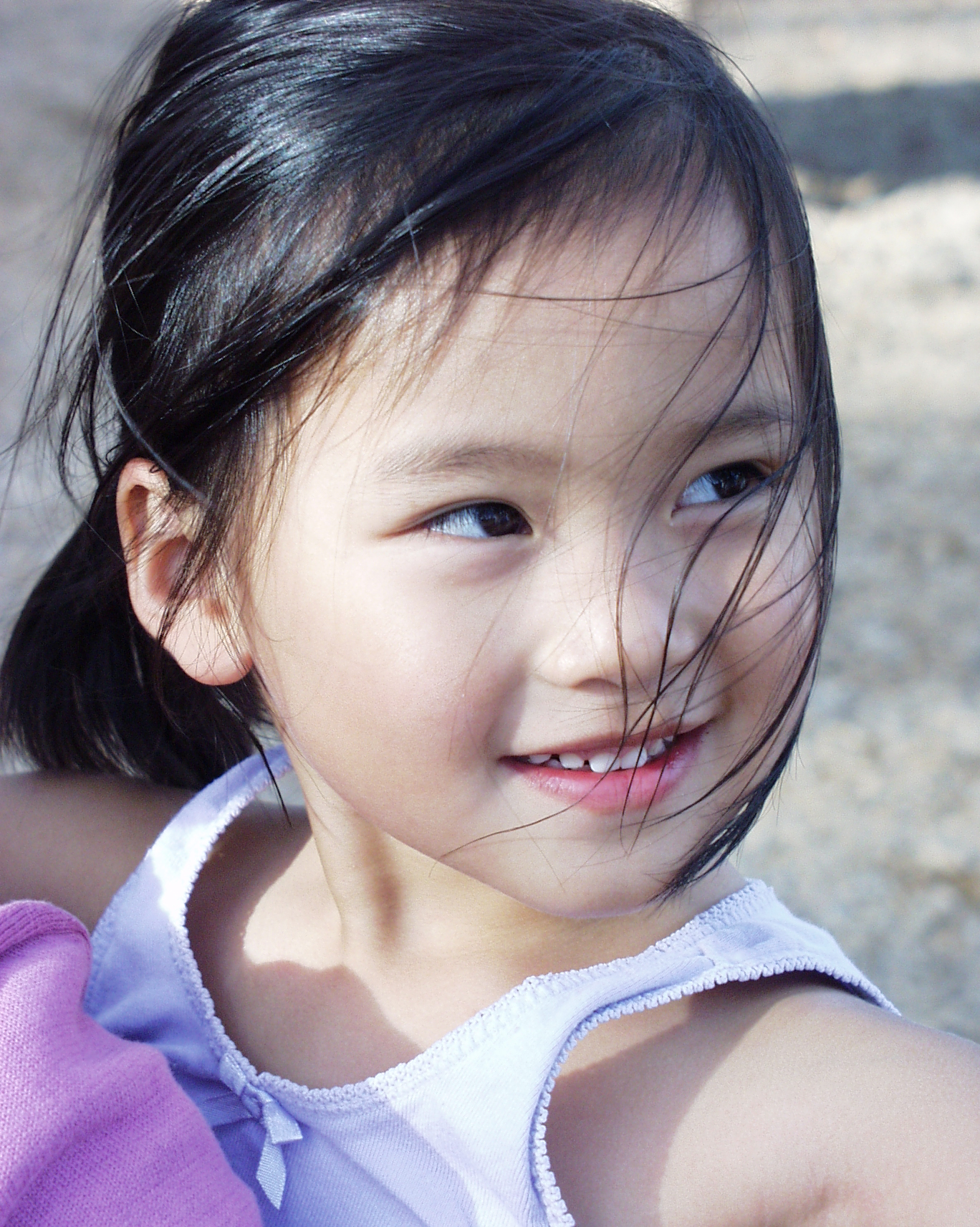
중국계 미국인 소녀
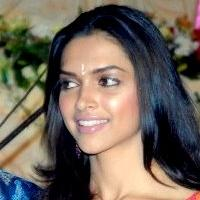
인도의 여성 모델 (디피카 파두콘)
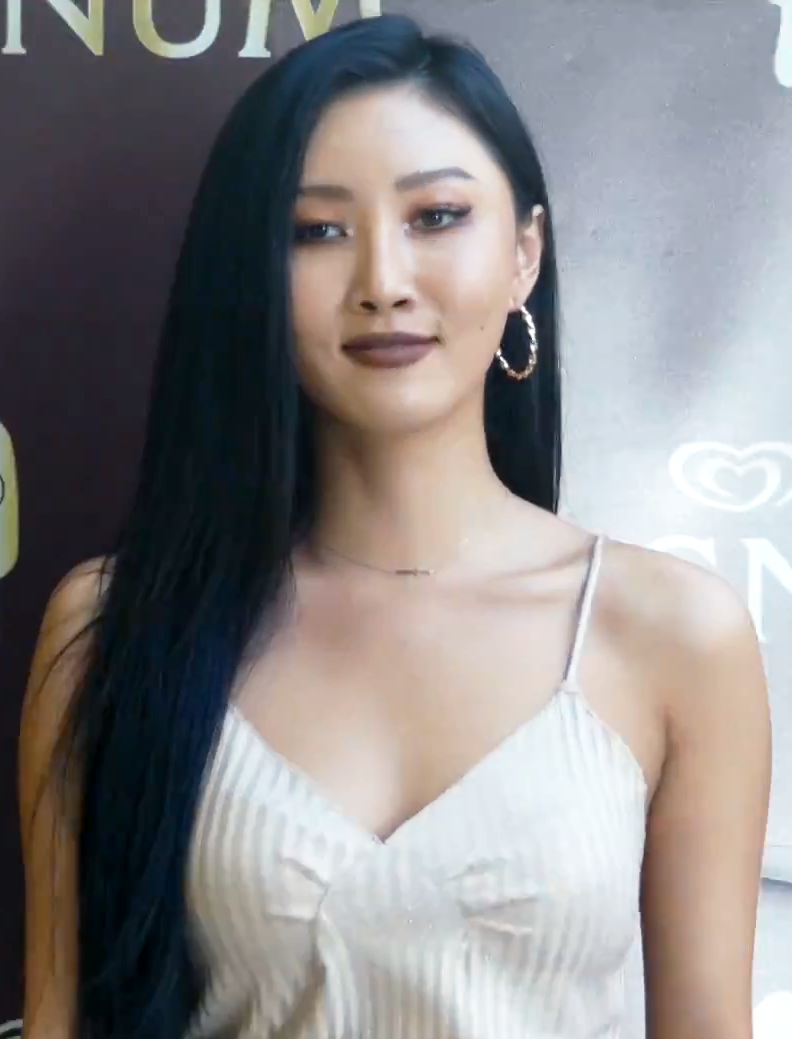
대한민국의 여성 아이돌 (마마무 화사)

## 같이 보기
- 피부색
- 모발 색상